# Anemone debilis
Espèce
Synonymes
- Anemone caerulea var. gracilis Ledeb.[1]
- Anemone debilis Fisch.[1]
- Anemone gracilis F.Schmidt[1]
- Anemone linearis Schleich. ex Pritz.[1]
- Anemone ranunculoides var. gracilis Schltdl.[1]
- Anemonoides debilis (Turcz.) Holub[1]

Anemone debilis est une espèce de plante forestière et de lisière, vivace, de la famille des renonculacées, du genre des anémones.

## Nom vernaculaire
- Hime-ichige, Japon[2].

## Distribution
Anemone debilis peuple les forêts de conifères (étage subalpin) du Nord-Est de la Chine, de l'Est de la Sibérie, de Hokkaidō, et du nord de l'île de Honshū au Japon, au-delà de la région du Kansai.

## Liste des variétés
Selon Tropicos (11 août 2017) :
- variété Anemone debilis var. soyensis.